# Kinmount
Kinmount est un village situé dans la ville de Kawartha Lakes, dans la province l'Ontario au Canada.
Initialement nommée Burnt River (nom maintenant utilisé par un autre village à proximité), le village fut renommé Kinmount par Malcolm Bell en référence à Kinmount en Écosse.
Kinmount est également reconnu pour être l'un des premiers établissements islandais au Canada. Une tragédie affectant de nombreux enfants de ces colons survenu à cet endroit et une plaque commémorative fut érigée en septembre 2000. Le ministre islandais des affaires étrangères et le vice-Premier ministre du Canada étaient présents lors de l'inauguration.

## Personnalités
- Laurie Scott, députée et ministre provinciale de l'Ontario

## Attractions
La foire de Kinmount a lieu chaque année le week-end de la fête du Travail.